# Hochei pe gheață
Hocheiul pe gheață este un sport de iarnă olimpic, de echipă, care se joacă cu crose și un puc.

## Istorie

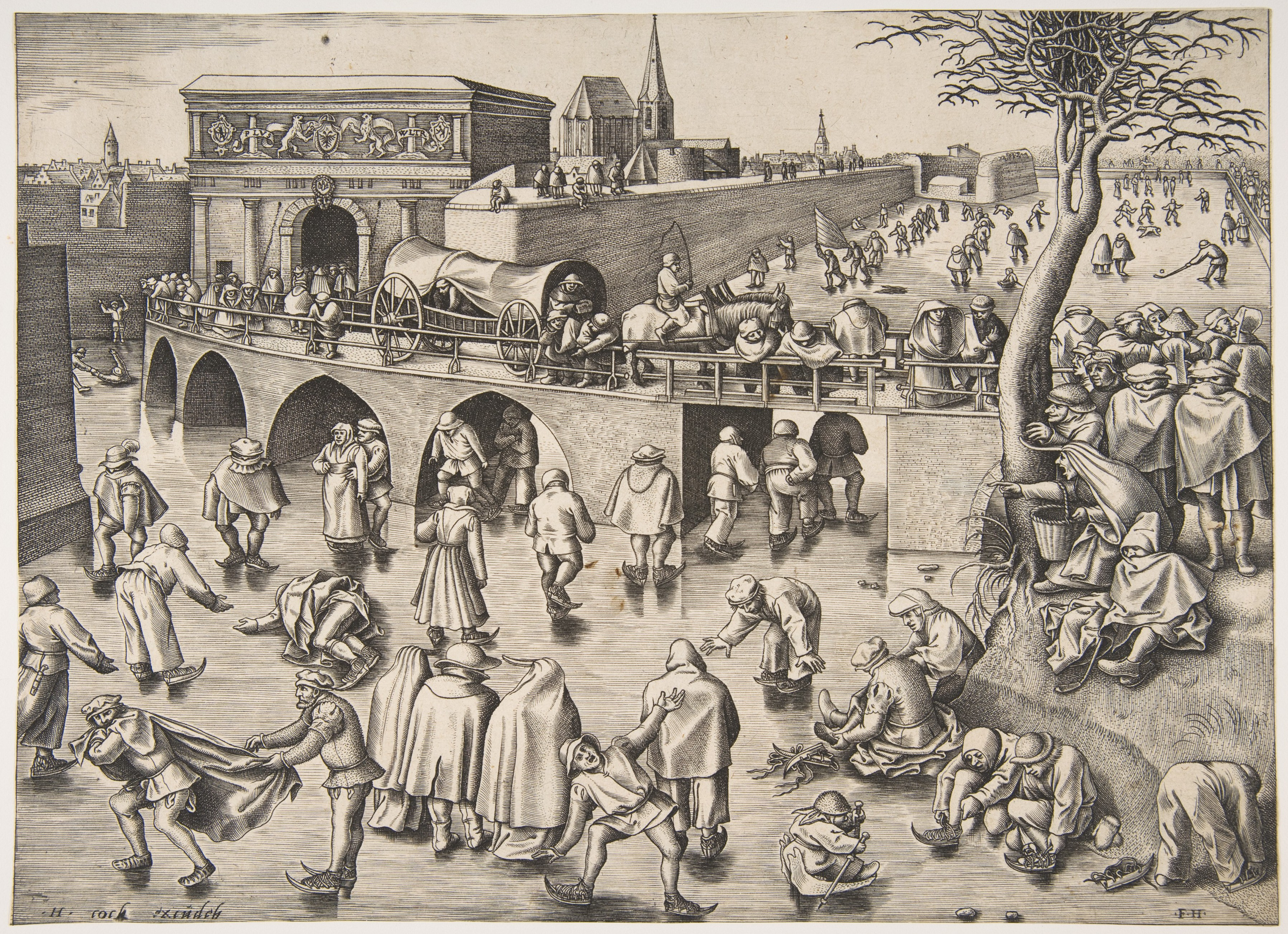
Gravură din 1558, Pieter Bruegel cel Bătrân

O gravură din secolul al XVI-lea de Pieter Bruegel cel Bătrân arată o rudimentară formă de hochei.
O altă teorie sugerează faptul că hocheiul își are originea pe continentul american, derivând din jocul similar al americanilor lacrosse. În sfârșit, cea mai acceptată teorie este aceea care arată dezvoltarea hocheiului pe gheață ca o variație a hocheiului pe iarbă.
Primele reguli cu privire la pucul de joc și la numărul de jucători au fost introduse de un grup de studenți ai unei universități din Montreal, în 1870. Tot în acestă perioadă, noul sport a devenit extrem de popular în Canada, trecând și granița către Statele Unite, unde în 1903 s-a format și prima ligă profesionistă de hochei.
Liga Internațională de Hochei s-a înființat la Paris, în 1908. Astăzi, ea se numește Federația Internațională de Hochei pe Gheață (International Ice Hockey Federation, IIHF), cu sediul la Zürich.
Primul meci public de hochei este atestat la Montreal, în 1875, unde 2 echipe formate din câte 30 de jucători practicau acest sport pe un teren special amenajat.
Peste 2 ani, numărul jucătorilor a fost redus de la 30 la 9. Popularitatea acestui sport în Canada a dus la crearea primei asociații de hochei amator, în 1885.
Primele campionate au fost organizate în Europa în 1910, fiind câștigate de către Marea Britanie. Șapte ani mai târziu, în America, se creeaza National Hockey League (NHL). Ulterior, NHL a devenit cea mai prestigioasă ligă de hochei din lume.

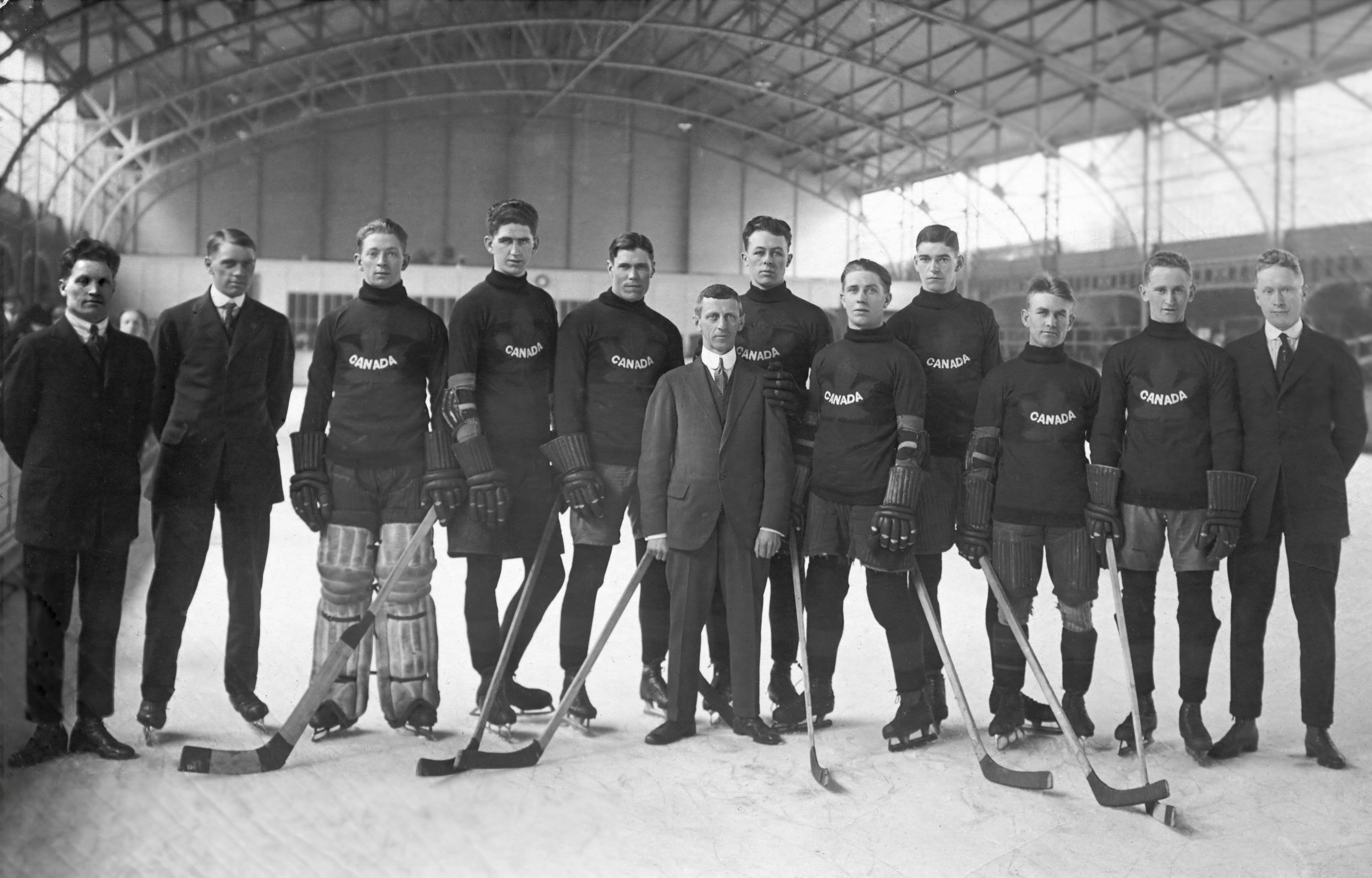
Canada a câștigat aurul la Jocurile Olimpice din 1920

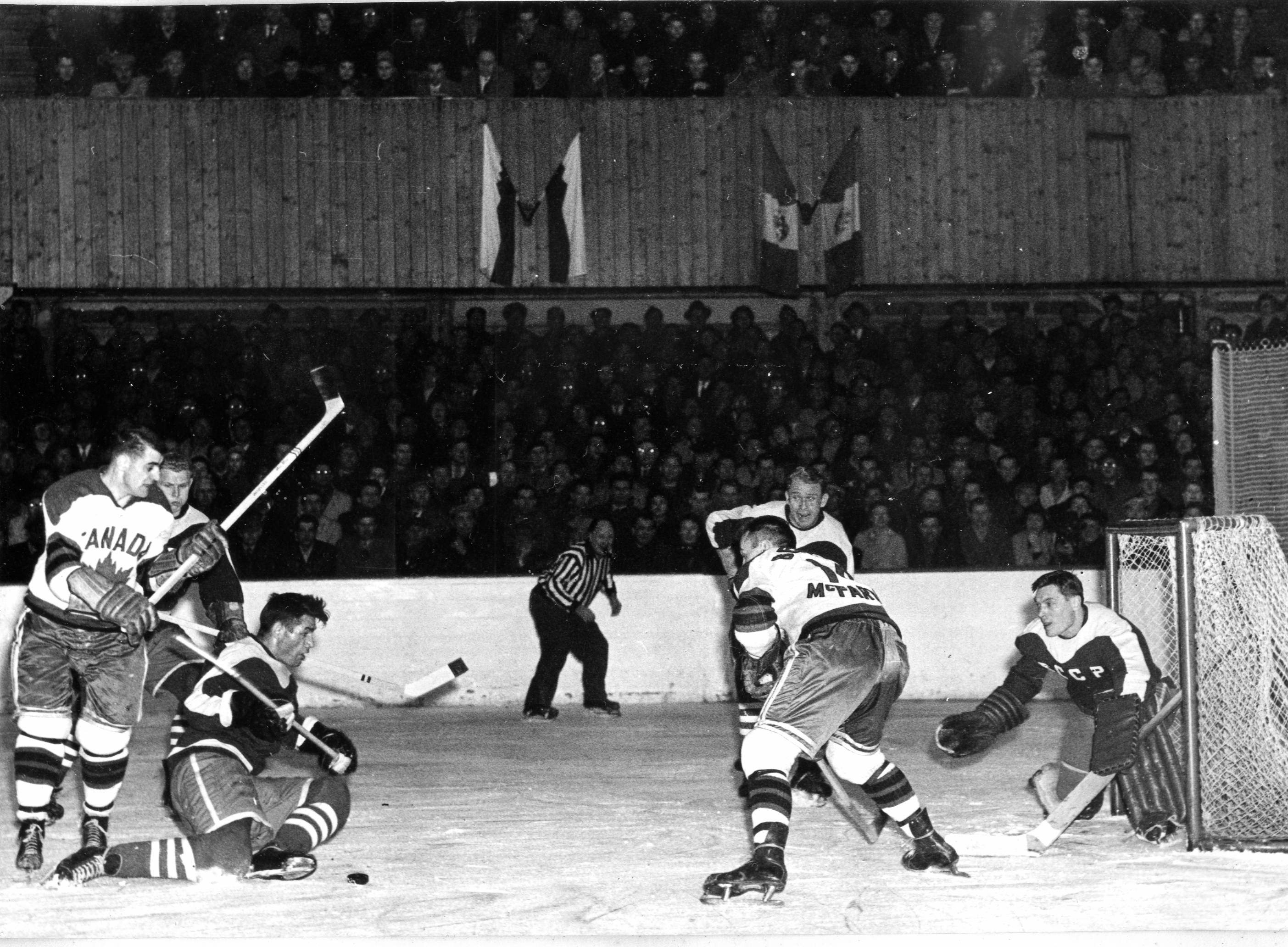
Canada-URSS la Campionatul Mondial din 1959

Hocheiul masculin a devenit sport olimpic încă din 1920, de la Olimpiada de vară de la Anvers. Peste 4 ani, la Chamonix, a fost introdus în programul Jocurilor de iarnă.
Primele 4 ediții au fost clar dominate de către canadieni, însă, după război, sovieticii au început ușor să-și impună autoritatea, până la începutul anilor '90. Ulterior, Suedia în 1994 și Cehia în 1998 au câștigat aurul olimpic.
În 2002, la Salt Lake City, Canada a învins în finală SUA, într-unul din cele mai memorabile meciuri din istorie.
Hocheiul feminin a debutat la Jocurile Olimpice din 1998 de la Nagano.
Din anul 1930 există Campionatele Mondiale, desfășurate în fiecare an. Primul Campionatul Mondial Feminin a fost organizat în 1990.

## Original Six
Din Original Six făceau parte doar primele șase echipe inființate: Montreal Canadiens, Toronto Maple Leafs, New York Rangers, Chicago Blackhawks, Detroit Red Wings și Boston Bruins. Era Original Six a ținut din 1942–43 până în 1967 cand au apărut primele echipe din WHA (World Hockey Association) și NHL (National Hockey League) de după Original Six. Original Six a cunoscut câțiva jucatori legendari precum Gordon Gordie Howe, câștigător al Hart Memorial Trophy de 7 ori, Jacques Plante, portarul celor de la Montreal Canadiens, câștigător al Vezina Trophy de 7 ori și cel mai bun fundaș din istorie, Bobby Orr, câștigător al James Norris Memorial Trophy de 9 ori.

## Hocheiul la noi în țară

### Începututurile hocheiului românesc
Primele intenții hocheistice în România sunt consemnate la București, în anul 1910, conform volumului Sportul românesc de-a lungul veacului, îngrijit de autorii Emil Ghibu și Ion Todan. Atunci sunt organizate mai multe echipe de școlari, dar ideea nu prinde cheag din pricina lipsei de organizare.
În provincie primul meci de hochei are loc în iarna dintre anii 1917 și 1918, pe lacul Noua, între familiile Dîrste și Noua pe lacul Noua apoi pe patinoarul amenajat la Centrul Schei ce aparținea de clubul sportiv Tenis Club(azi Olimpia). În aceeași perioadă(1918-19) s-a dezvoltat o secție de hochei și la Tenis Club Român din București.

### Afilierea la Liga Internațională de Hochei pe Gheață
În ziua de 24 ianuarie 1924, hocheiul românesc primea „certificatul de naștere” prin afilierea României, reprezentată de Comisia centrală a sporturilor de iarnă, la Liga Internațională de Hochei pe Gheață (LIHG), forul oficial al sportului cu pucul la nivel mondial. Evenimentul a avut loc la Chamonix (Franța), iar certificatul de afiliere la LIHG a fost semnat din partea României de către Regele Ferdinand I.

### În 1925, Brașovia câștigă primul titlu de campioană națională
În 1924, iau ființă și primele formații de hochei: Brașovia și Colțea. Un an mai târziu, apare, și în București, cea dintâi formație de hochei, cu numele de Hockey-Club.
În 22 și 23 ianuarie 1925, pe patinoarul Olimpia din Brașov se disputa prima ediție a Campionatului național de hochei pe gheață. Au participat la această competiție-pilot patru echipe:două din Brașov, Brașovia și Colțea, respectiv două din București, Tenis Club Român A și B. Finala patrulaterului va fi câștigată de Brașovia, cu 4-0 în fața echipei secunde de la TCR. Brașovia Brașov a introdus pe gheață, în 1925, următoarea formulă de echipă: Drahédy – portar, Csiky și Jancsika – fundași, Nagy, Gönczi și Sholtter – atacanți. Ei au fost conduși de profesorul Dragoș Navrea, iar președinte a fost Nicolae Carabatescu.
După aceea, echipele din București, care vor beneficia de condiții superioare de pregătire și de prezența unor tehnicieni de peste Ocean, vor domina autoritar întrecerile interne. Titlurile vor merge spre Capitală, cu o singură excepție, în 1938, când Hochei Club Dragoș Vodă din Cernăuți triumfă. Cele mai titrate echipe de hochei ale Bucureștilor în perioada interbelică au fost Tenis Club Român și Juventus.

### Palmares all-time
Echipele campioane ale României de hochei pe gheață, în ordinea numărului titlurilor naționale cucerite, începând din 1925, sunt: Steaua București (40), SC Miercurea Ciuc (15), Dinamo București (7), Tenis-Club București (5), HC Juventus București (4), HC București (3), RATA Târgu Mureș (2), CSM Dunărea Galați (2), Brașovia Brașov, Bragadiru București, Dragoș Vodă Cernăuți, Venus București, HC Rapid București, Ciocanul București, Știința Cluj (câte un titlu).

### Situația la zi
Enciclopedia Educației Fizice și Sportului din România mai notează că în anul 2000 hocheiul pe gheață se practica în șase județe ale țării (Brașov, Covasna, Galați, Harghita, Prahova, Suceava) și în municipiul București; Federația de profil avea 20 de secții afiliate, în care se pregăteau 1.693 de sportivi legitimați, dintre care: 1.180 copii, 277 juniori și 236 seniori, sub îndrumarea a 51 antrenori și trei instructori, fiind asistați, pe timpul meciurilor, de 61 arbitri.

## Regulament

Patinoar

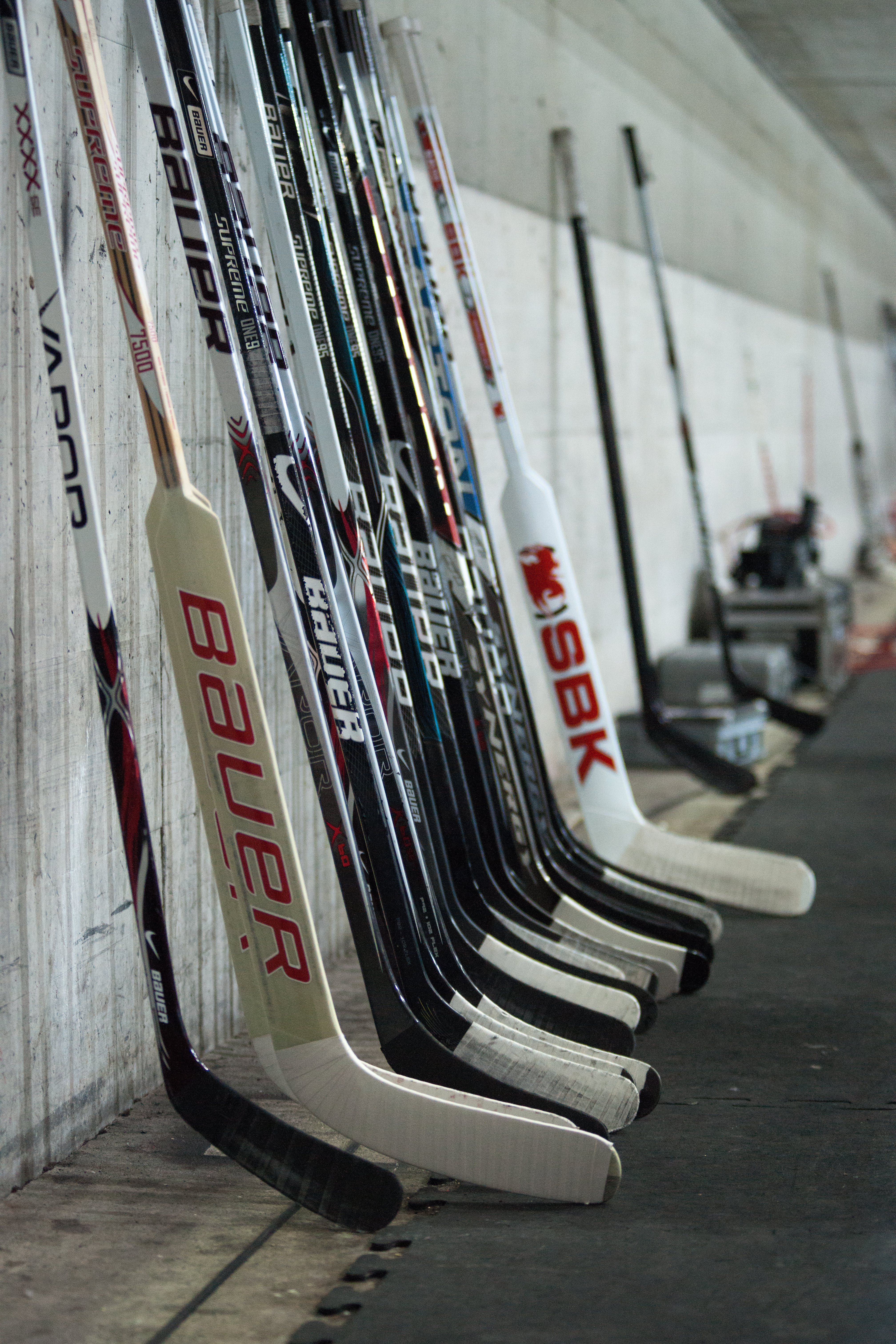
Crose de hochei

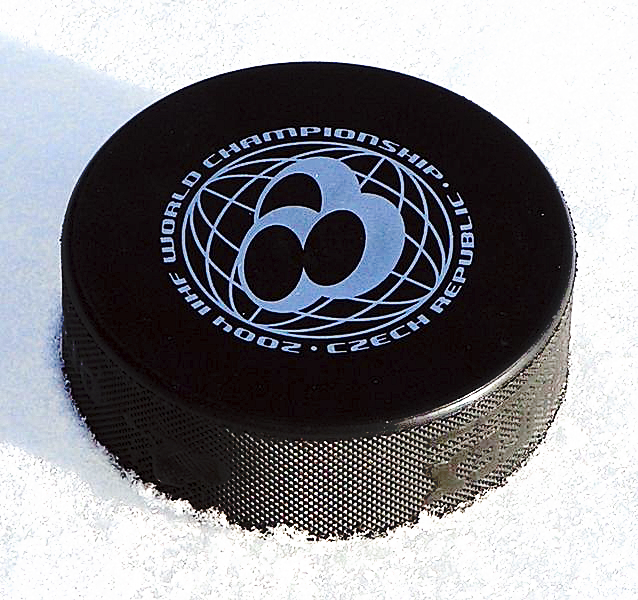
Puc

Hocheiul pe gheață este unul din cele mai pasionante sporturi de echipe și, în mod sigur, cel mai rapid. Foarte popular în Europa, SUA și Canada, este un sport care necesită tehnică, echilibru și forță psihică.
O echipă este alcătuită din maximum 20 de jucători și 3 portari în competiția masculină și din 18 jucători și 2 portari la feminin.
În timpul jocului, o echipă nu poate avea mai mult de 6 jucători pe gheață: un portar și cinci jucători sau șase
jucători (de obicei 1 portar, 2 fundași și 3 atacanți).
Pentru manevrarea pucului, jucătorii utilizează o crosă, scopul jocului fiind de a înscrie cât mai multe goluri în poarta adversarilor, încercând în același timp să primească cât mai puține goluri în propria poartă.
Așadar, hocheiul pe gheață este o combinație de eleganță, spirit de echipă și agresivitate.
Un meci de hochei conține 3 reprize de câte 20 min. fiecare, cu frecvente schimbări de jucători în timpul meciului și cu o pauză de 15 min. între reprize.

## Tactica de joc
În privința tacticii de joc, prin anii 1950 erau mai buni jucătorii din Europa de Est și mai ales jucătorii sovietici, ei aveau un sistem tehnic superior, care consta din pase repezi care era încununată frecvent cu succes împotriva tacticii canado-americane, care folosea mai mult superioritatea forței corporale. Azi nu se mai pot observa așa de evident aceste diferențe, combinațiile tehnice îmbinându-se cu utilizarea forței corporale, astfel o echipă bine organizată din punct de vedere tactic poate câștiga meciul contra unei echipe care are o serie de jucători mai talentați. Tactica deschiderii jocului cu pase lungi de lângă poartă o practică de obicei nord-americanii. În tehnica de apărare sunt folosite mai multe variante ca:
- Forechecking
- Backchecking
- Man-to-man marking
- Zonal marking
- Zonenpressing

Aceste metode nu sunt luate ca formule rigide ci ele se combină între ele.